# Don Gaston oder Spiegel wahrer Freundschaft
Don Gaston oder Spiegel wahrer Freundschaft (Originaltitel: Don Gastone di Moncada) ist ein dreiaktiges Schauspiel in Prosa von Giacinto Andrea Cicognini. Uraufgeführt wurde das italienische Original 1641 durch eine Berufstruppe im Teatro di Baldracca in Florenz.

## Vorlagen und Überlieferung
Die älteste Fassung ist unter dem Titel Il gran traditore con la più constante tra le maritate in Cicogninis Handschrift überliefert und steht im Zusammenhang mit einer Aufführung der Florentiner Akademie der Instancabili im Jahr 1642. Cicogninis Werk verarbeitete im Don Gaston auch spanische Dramen, beispielsweise von Pedro Calderón de la Barca (Gustos y disgustos son no más que imaginación), Lope de Vega (La corona merecida) und Tirso de Molina (Cómo han de ser los amigos). Ein postumer venezianischer Druck aus dem Jahr 1658 gibt auf dem Titelblatt an, es handle sich um ein „szenisches und moralisches“ Werk. Die melodramatische Mischung schauerlicher, sentimentaler und komischer Szenen, die letztlich die eheliche und freundschaftliche Treue als höchsten Wert postulieren, hat dem Stück im deutschsprachigen Raum ab 1659 eine rund hundert Jahre währende Aufführungsgeschichte beschert. Von dem häufig, jedoch unter wechselnden Titeln gespielten Wandertruppenstück ist das Spieltextmanuskript Spiegel wahrer Freundschaft erhalten geblieben, das die Badische Landesbibliothek Karlsruhe aufbewahrt.

## Inhalt
Herzog Don Gaston lebt zusammen mit seiner Ehefrau Donna Violanta, dem Sohn sowie Bediensteten zufrieden auf einem ländlichen Anwesen. Doch eines Tages durchstreift der als Tyrann und Schürzenjäger verschriene König von Arragonien auf einer Jagd dieses Territorium und erblickt dabei Donna Violanta, die er sofort begehrt. Weil sein Unterhändler in Liebessachen mit einer Ohrfeige statt mit der Verabredung eines Schäferstündchens zurückkehrt, greift er zu anderen Mitteln. Er zwingt Don Gaston und seine Familie bei Hof zu leben, während er gleichzeitig mit Don Meriches den Freund des Don Gaston mit einem Hofamt bedenkt. Don Meriches gerät nun in einen Gewissenskonflikt, denn der König benutzt ihn als Werkzeug seiner Übeltaten. So muss er seinen Freund des Landes verweisen, der immer noch standhaften Violanta die Ermordung des fünfjährigen Sohnes androhen und dessen Herz und Blut dem verzweifelten Ehepaar als letztes gemeinsames Mahl servieren. Doch er gewinnt die Königin für die entscheidende Intrige, indem er diese, verkleidet als Violanta, dem König zuführt. Als der König den Betrug bemerkt, wehrt sich die Königin mit einer Moralpredigt, die Wirkung zeigt. Don Pedro zeigt sich geläutert; und dass Don Meriches letztlich seinem Freund Don Gaston gegenüber Treue hat walten lassen, wird für alle offenkundig. Auch der vermeintlich von ihm ermordete Sohn lebt noch.

## Besondere Aufführungen
Sigmund von Birken erwähnt in seinem Tagebuch, dass er dieses Stück 1667 in Nürnberg gesehen hat. Im Tagebuch von Herzog Ferdinand Albrecht I. zu Braunschweig und Lüneburg hat hingegen eine Aufführung im Schloss Bevern durch die Truppe von Johannes Velten am 12. Oktober 1680 Erwähnung gefunden. Neben der Besetzung ist hier zu erfahren, dass der Kurfürst Karl I. Ludwig (Pfalz) über die Aufführung dieses Stückes schockiert gewesen sei, weil er sich einbildete, dass eine seiner morganatischen Ehen damit auf die Bühne gebracht worden wäre.